# Hell Is for Heroes (album)
Hell Is for Heroes è il terzo album studio del gruppo post-hardcore britannico Hell Is for Heroes, pubblicato nel 2007.

## Tracce
1. To Die For
2. Stranger in You
3. Arcades
4. Between Us
5. You've Got Hopes
6. My Protector
7. Senza titolo
8. Hands Up!
9. Into the Blood
10. Only the Ridiculous Will Survive
11. Once and for All

## Formazione
- Justin Schlosberg - voce
- William McGonagle - chitarra
- Tom O'Donoghue - chitarra
- James Findlay - basso
- Joe Birch - batteria